# Parafia św. Mikołaja w Papowie Toruńskim
Parafia Świętego Mikołaja w Papowie Toruńskim – parafia rzymskokatolicka w diecezji toruńskiej, w dekanacie Chełmża, z siedzibą w Papowie Toruńskim.

## Historia
- Parafia powstała na przełomie XIII i XIV wieku.

## Kaplica
Parafia posiada kaplicę zbudowaną pod koniec lat 90. XX wieku.

## Grupy parafialne
- Ministranci, Lektorzy, Żywy Różaniec, Katolickie Stowarzyszenie Młodzieży, Honorowa Gwardia Świętego Mikołaja, Schola Dziecięca, Chór Parafialny, Akcja Katolicka, Zespół Charytatywny "Caritas", Dziecięce Koło Misyjne, Schola Młodzieżowa

## Miejscowości należące do parafii
- Łysomice, Zakrzewko, Koniczynka